# 中間裸棘杜父魚
中間裸棘杜父魚，為輻鰭魚綱鮋形目杜父魚亞目杜父魚科的其中一種，為溫帶海水魚，分布於西北太平洋日本岩手縣及石川縣海域，棲息深度15-256公尺，體長可達23公分，棲息在底層水域，生活習性不明。

## 扩展阅读
維基物種上的相關：中間裸棘杜父魚